# Joan Olivé
Joan Olivé (Tarragona, 1984. november 22. –) korábbi spanyol-katalán motorversenyző, jelenleg a KTM Moto3-as projektjének tesztpilótája.

## Karrierje
Pályafutása legnagyobb részét a MotoGP egykori nyolcadliteres töltötte, és itt aratta legnagyobb sikereit is. Rögtön második évében, 2002-ben, a holland TT-n felállhatott a dobogóra. Később ezt még nyolc alkalommal tehette meg. Legsikeresebb éve a 2008-as volt, amikor négyszer is felállhatott a dobogó második vagy harmadik fokára, igaz, futamgyőzelmet nem tudott szerezni. 2008 végén az összetett hetedik helyét szerezte meg.
Még 2003-ban szerződött a negyedliteres géposztályba. Ez, az első éve volt a legsikeresebb, ugyanis ekkor egy alkalommal befért a legjobb tíz közé is, és harmincnyolc pontjával tizenkettedikként zárta a szezont. Mivel sem ez, sem a következő szezonja nem sikerült igazán jól, 2005-ben visszatért a 125-ösökhöz, hogy a korábban már említett dobogós helyezéseit összegyűjtse.
2010-ben és egy évvel később a Moto2-ben versenyzett, pontot azonban nem tudott szerezni. 2012-ben, immár a Moto3-ban beugrott két futam erejéig, ám a pontszerző helyezéseket ekkor sem sikerült elérnie. Azóta a KTM teszt- és tartalékpilótája.

## Statisztika
| Szezon   | Géposztály | Motor       | Versenyek | Győzelmek | Dobogó | Pole | Pont | Poz. |
| -------- | ---------- | ----------- | --------- | --------- | ------ | ---- | ---- | ---- |
| 2001     | 125 cm³    | Honda       | 16        | 0         | 0      | 0    | 34   | 19.  |
| 2002     | 125 cm³    | Honda       | 16        | 0         | 1      | 0    | 76   | 12.  |
| 2003     | 250 cm³    | Aprilia     | 16        | 0         | 0      | 0    | 38   | 12.  |
| 2004     | 250 cm³    | Aprilia     | 16        | 0         | 0      | 0    | 27   | 19.  |
| 2005     | 125 cm³    | Aprilia     | 16        | 0         | 1      | 0    | 60   | 14.  |
| 2006     | 125 cm³    | Aprilia     | 16        | 0         | 0      | 0    | 85   | 10.  |
| 2007     | 125 cm³    | Aprilia     | 17        | 0         | 2      | 0    | 131  | 8.   |
| 2008     | 125 cm³    | Derbi       | 17        | 0         | 4      | 0    | 142  | 7.   |
| 2009     | 125 cm³    | Derbi       | 16        | 0         | 1      | 0    | 91   | 9.   |
| 2010     | Moto2      | Promoharris | 15        | 0         | 0      | 0    | 0    | HN   |
| 2010     | Moto2      | FTR         | 15        | 0         | 0      | 0    | 0    | HN   |
| 2011     | Moto2      | FTR         | 6         | 0         | 0      | 0    | 0    | HN   |
| 2012     | Moto3      | KTM         | 2         | 0         | 0      | 0    | 0    | HN   |
| Összesen |            |             | 169       | 0         | 9      | 0    | 684  |      |

## Teljes MotoGP-eredménylistája
(Táblázat értelmezése)

(Félkövér: pole-pozícióból indult; dőlt: leggyorsabb kört futott) 

| Év   | Géposztály | Motor       | 1      | 2       | 3      | 4       | 5       | 6       | 7       | 8       | 9      | 10      | 11      | 12      | 13      | 14      | 15      | 16      | 17      | Poz. | Pont |
| ---- | ---------- | ----------- | ------ | ------- | ------ | ------- | ------- | ------- | ------- | ------- | ------ | ------- | ------- | ------- | ------- | ------- | ------- | ------- | ------- | ---- | ---- |
| 2001 | 125 cm³    | Honda       | JPN 19 | RSA 16  | SPA 14 | FRA Ret | ITA 10  | CAT 8   | NED Ret | GBR 14  | GER 15 | CZE 14  | POR Ret | VAL 10  | PAC 12  | AUS 27  | MAL 12  | BRA 11  |         | 19.  | 34   |
| 2002 | 125 cm³    | Honda       | JPN 13 | RSA Ret | SPA 9  | FRA Ret | ITA Ret | CAT 6   | NED 3   | GBR 6   | GER 11 | CZE Ret | POR Ret | BRA 22  | PAC 8   | MAL 13  | AUS 9   | VAL 9   |         | 12.  | 76   |
| 2003 | 250 cm³    | Aprilia     | JPN 13 | RSA Ret | SPA 10 | FRA 10  | ITA 10  | CAT 10  | NED 23  | GBR Ret | GER 17 | CZE 16  | POR Ret | BRA 7   | PAC 19  | MAL 14  | AUS 18  | VAL Ret |         | 12.  | 38   |
| 2004 | 250cc      | Aprilia     | RSA 17 | SPA 20  | FRA 10 | ITA 11  | CAT Ret | NED Ret | BRA Ret | GER 13  | GBR 11 | CZE 15  | POR 18  | JPN Ret | QAT 10  | MAL 18  | AUS Ret | VAL 15  |         | 19.  | 27   |
| 2005 | 125 cm³    | Aprilia     | SPA 8  | POR 18  | CHN 14 | FRA Ret | ITA 3   | CAT Ret | NED 13  | GBR 8   | GER 8  | CZE 22  | JPN 18  | MAL 17  | QAT 11  | AUS 15  | TUR 9   | VAL 14  |         | 14.  | 60   |
| 2006 | 125 cm³    | Aprilia     | SPA 9  | QAT Ret | TUR 5  | CHN 14  | FRA 7   | ITA 13  | CAT 9   | NED 12  | GBR 6  | GER 9   | CZE 8   | MAL 5   | AUS 10  | JPN Ret | POR Ret | VAL 20  |         | 10.  | 85   |
| 2007 | 125 cm³    | Aprilia     | QAT 11 | SPA 8   | TUR 2  | CHN 19  | FRA 5   | ITA Ret | CAT 8   | GBR 5   | NED 10 | GER 11  | CZE 12  | SMR 12  | POR 5   | JPN 5   | AUS 2   | MAL 4   | VAL 30  | 8.   | 131  |
| 2008 | 125 cm³    | Derbi       | QAT 2  | SPA Ret | POR 2  | CHN 6   | FRA 8   | ITA 9   | CAT Ret | GBR 7   | NED 2  | GER Ret | CZE 3   | RSM 12  | IND 12  | JPN 4   | AUS 14  | MAL 7   | VAL Ret | 7.   | 142  |
| 2009 | 125 cm³    | Derbi       | QAT 18 | JPN 7   | SPA 11 | FRA Ret | ITA Ret | CAT 14  | NED 11  | GER 3   | GBR 12 | CZE 10  | IND 8   | RSM 8   | POR 5   | AUS Ret | MAL 9   | VAL 6   |         | 9.   | 91   |
| 2010 | Moto2      | Promoharris | QAT 32 | SPA Ret | FRA 24 | ITA DNS | GBR Ret | NED 32  | CAT 21  | GER Ret | CZE 31 | IND 22  |         | ARA 28  | JPN Ret | MAL 23  | AUS 34  | POR DNQ | VAL 28  | –    | 0    |
| 2010 | Moto2      | FTR         |        |         |        |         |         |         |         |         |        |         | RSM 21  |         |         |         |         |         |         | –    | 0    |
| 2011 | Moto2      | FTR         | QAT    | SPA     | POR    | FRA     | CAT     | GBR     | NED     | ITA     | GER    | CZE     | IND     | RSM 26  | ARA 28  | JPN 26  | AUS 23  | MAL 16  | VAL 26  | –    | 0    |
| 2012 | Moto3      | KTM         | QAT    | SPA     | POR 16 | FRA     | CAT     | GBR     | NED     | GER     | ITA    | IND     | CZE 18  | RSM     | ARA     | JPN     | MAL     | AUS     | VAL     | –    | 0    |